# Moldavië op de Olympische Zomerspelen 1996
Moldavië nam deel aan de Olympische Zomerspelen 1996 in Atlanta, Verenigde Staten. Het was de eerste keer dat Moldavië deelnam als zelfstandige natie aan de Zomerspelen. 

## Medailleoverzicht
| Sport     | Olympiër                          | Discipline                | Medaille |
| --------- | --------------------------------- | ------------------------- | -------- |
| Kanovaren | Viktor Reneysky Nicolae Juravschi | C-2 500m (m)              | Zilver   |
| Worstelen | Sergei Mureiko                    | -130kg Grieks-Romeins (m) | Brons    |

## Deelnemers en resultaten

### Atletiek
| Olympiër            | Onderdeel                | Resultaat | Prestatie                                                  |
| ------------------- | ------------------------ | --------- | ---------------------------------------------------------- |
| Vadim Zadoinov      | 400m horden (m)          | 27e       | serie 3: 4de in 49,73                                      |
| Valeriu Vlas        | marathon (m)             | 77e       | 2:28.36                                                    |
| Feodosiy Ciumacenco | 20km snelwandelen (m)    | 41e       | 1:27.57                                                    |
| Feodosiy Ciumacenco | 50km snelwandelen (m)    | DNS       | niet gestart                                               |
| Alexandru Jucov     | polsstokhoogspringen (m) | 29e       | kwalificatie groep B: 15de met 5,20m                       |
|                     |                          |           |                                                            |
| Valentina Enachi    | marathon (v)             | DSQ       | gediskwalificeerd                                          |
| Olga Bolşova        | hoogspringen (v)         | 11e       | kwalificatie groep A: 7de met 1,93m finale: 11de met 1,93m |
| Ina Gliznuţa        | hoogspringen (v)         | 23e       | kwalificatie groep B: 13de met 1,85m                       |

### Boksen
| Olympiër        | Onderdeel | Resultaat | Prestatie                                                             |
| --------------- | --------- | --------- | --------------------------------------------------------------------- |
| Igor Samoilenco | -51kg (m) | 9e        | 1ste ronde: W van PUR Adorno: 20-8 2de ronde: V van PHI Recaido: 8-12 |
| Octavian Ţicu   | -60kg (m) | 17e       | 1ste ronde: V van BUL Tontchev: scheidsrechterlijke beslissing        |

### Boogschieten
| Olympiër            | Onderdeel       | Resultaat | Prestatie |
| ------------------- | --------------- | --------- | --- |
| Nadejda Palovandova | individueel (v) | 38e       | plaatsingsronde: 61ste met 580 punten 1ste ronde: V van KOR Kim: 153-163                                                                           |
| Natalia Valeeva     | individueel (v) | 12e       | plaatsingsronde: 7de met 662 punten 1ste ronde: W van JPN Koide: 159-141 2de ronde: W van RSA Lewis: 160-143 3de ronde: V van GER Mensing: 158-163 |

### Gewichtheffen
| Olympiër        | Onderdeel | Resultaat | Prestatie                                                         |
| --------------- | --------- | --------- | ----------------------------------------------------------------- |
| Vladimir Popov  | -64kg (m) | 17e       | trekken: 14de met 130kg stoten: 20ste met 157,5kg totaal: 287,5kg |
| Serghei Cretu   | -70kg (m) | 16e       | trekken: 15de met 142,5kg stoten: 16de met 172,5kg totaal: 315kg  |
| Vladimir Birsa  | -76kg (m) | 13e       | trekken: 14de met 147,5kg stoten: 15de met 175kg totaal: 322,5kg  |
| Vadim Vacarciuc | -83kg (m) | 5e        | trekken: 7de met 165kg stoten: 3de met 202,5kg totaal: 367,5kg    |
| Mihai Vihodet   | -99kg (m) | 17e       | trekken: 15de met 162,5kg stoten: 20ste met 185kg totaal: 347,5kg |

### Judo
| Olympiër      | Onderdeel | Resultaat | Prestatie                                                                              |
| ------------- | --------- | --------- | -------------------------------------------------------------------------------------- |
| Andrei Golban | -71kg (m) | 17e       | 1ste ronde: W van BIH Vlaskovac 2de ronde: W van TPE Huang 3de ronde: V van NZL Corkin |
| Oleg Cretu    | -71kg (m) | 13e       | 1ste ronde: V van KOR Cho herkansingen: V van GEO Liparteliani                         |

### Kanovaren
| Olympiër                           | Onderdeel     | Resultaat | Prestatie                                                                         |
| ---------------------------------- | ------------- | --------- | --------------------------------------------------------------------------------- |
| Andrei Placinta                    | C-1 500m (m)  | 14e       | serie 1: 9de in 1.59,423 halve finale 1: 6de in 1.57,457                          |
| Vadim Salcutan                     | C-1 1000m (m) | 12e       | serie 2: 4de in 4.32,095 halve finale 2: 5de in 4.16,639                          |
| Nicolae Juravschi Victor Reneischi | C-2 500m (m)  | Zilver    | serie 2: 1ste in 1.44,477 halve finale 1: 2de in 1.42,029 finale: 2de in 1.40,456 |
| Nicolae Juravschi Victor Reneischi | C-2 2000m (m) | 5e        | serie 2: 7de in 4.25,183 halve finale 2: 1ste in 3.44,008 finale: 5de in 3.35,198 |

### Schietsport
| Olympiër          | Onderdeel               | Resultaat | Prestatie                                                             |
| ----------------- | ----------------------- | --------- | --------------------------------------------------------------------- |
| Ghenadie Lisoconi | 25m snelvuurpistool (m) | 6e        | kwalificatie: 6de met 586 punten (295-291) finale: 6de met 687 punten |
| Oleg Moldovan     | 10m bewegend doel (m)   | 6e        | kwalificatie: 9de met 569 punten (284-285)                            |

### Wielersport
| Olympiër        | Onderdeel        | Resultaat | Prestatie      |
| --------------- | ---------------- | --------- | -------------- |
| Igor Bonciucov  | tijdrit (m)      | 33e       | 1:12.48        |
| Ruslan Ivanov   | tijdrit (m)      | 27e       | 1:10.55        |
| Igor Bonciucov  | wegwedstrijd (m) | DNF       | niet gefinisht |
| Ruslan Ivanov   | wegwedstrijd (m) | DNF       | niet gefinisht |
| Veaceslav Oriol | wegwedstrijd (m) | 73e       | 4:56.49        |
| Igor Pugaci     | wegwedstrijd (m) | DNF       | niet gefinisht |
| Oleg Tonoritchi | wegwedstrijd (m) | DNF       | niet gefinisht |

### Worstelen
| Olympiër         | Onderdeel   | Resultaat   | Prestatie |
| Vrije stijl      | Vrije stijl | Vrije stijl | Vrije stijl |
| ---------------- | ----------- | ----------- | --- |
| Vitalie Railean  | -48kg (m)   | 6e          | 1ste ronde: W van MKD Sokolov: 10-0 2de ronde: W van GRE Tskouaseli: 10-1 kwartfinale: vrij halve finale: V van ARM Mkrtchyan: 2-7 herkansingen: V van CUB Vila: 0-10 5-6de plek: V van KOR Jung: 0-4                                                                  |
| Nazim Alidjanov  | -57kg (m)   | 14e         | 1ste ronde: V van KAZ Fyodorov: 8-10 herkansingen: W van MGL Tsogtbayar: 7-6 herkansingen 2: V van AZE Abdullayev: 3-4 |
| Victor Peicov    | -74kg (m)   | 7e          | 1ste ronde: W van KAZ Kurugliyev: 7-1 2de ronde: V van KOR Park: 0-3 herkansingen: W van SVK Kertanti: 5-0 herkansingen 2: W van UZB Budayev: 5-3 herkansingen 3: V van JPN Ota: 4-5 7-8ste plek: W van AZE Gadzhiev: walk-over                                        |
| Gusman Jabrailov | -82kg (m)   | 9e          | 1ste ronde: W van AUS Brown: 10-0 2de ronde: V van KAZ Zhabrailov: 8-10 herkansingen: W van UKR Hubrynyuk: 3-0 herkansingen 2: V van TUR Öztürk: 1-5 |
| Grieks-Romeins   |             |             | |
| Igor Grabovetchi | -100kg (m)  | 6e          | 1ste ronde: W van SUI Bürgler: 4-1 2de ronde: V van POL Wroński: 0-0 herkansingen: W van ITA Giunta: 3-2 herkansingen 2: W van UKR Saldadze: 2-2 herkansingen 3: vrij herkansingen 4: V van SWE Ljungberg: 0-5 5-6de plek: V van CUB Milián: walk-over                 |
| Sergei Mureico   | -130kg (m)  | Brons       | 1ste ronde: W van ROU Amariei: 12-1 2de ronde: V van RUS Karelin: 0-2 herkansingen: W van EST Hallik: 4-0 herkansingen 2: W van SWE Johansson: 3-0 herkansingen 3: W van JPN Suzuki: 11-0 herkansingen 4: W van GER Schiekel: 4-0 bronzen finale: W van UKR Kotok: 1-0 |

### Zwemmen
| Olympiër         | Onderdeel            | Resultaat | Prestatie                                              |
| ---------------- | -------------------- | --------- | ------------------------------------------------------ |
| Maxim Cazmirciuc | 50m vrije slag (m)   | 43e       | serie 3: 3de in 23,78                                  |
| Maxim Cazmirciuc | 100m vrije slag (m)  | 55e       | serie 3: 7de in 53,18                                  |
| Andrei Zaharov   | 200m vrije slag (m)  | 41e       | serie 3: 8ste in 1.57,47                               |
| Andrei Zaharov   | 400m vrije slag (m)  | 31e       | serie 2: 6de in 4.09,30                                |
| Artur Elezarov   | 100m rugslag (m)     | 43e       | serie 3: 8ste in 59,24                                 |
| Artur Elezarov   | 200m rugslag (m)     | 33e       | serie 2: 5de in 2.07,86                                |
| Vadim Tatarov    | 100m schoolslag (m)  | 30e       | serie 2: 1ste in 1.04,87                               |
| Vadim Tatarov    | 200m schoolslag (m)  | 29e       | serie 2: 6de in 2.21,34                                |
| Maxim Cazmirciuc | 100m vlinderslag (m) | 46e       | serie 3: 6de in 56,46                                  |
| Serghei Mariniuc | 200m wisselslag (m)  | 13e       | serie 2: 1ste in 2.04,99 finale B: 5de in 2.04,11 (NR) |
| Serghei Mariniuc | 400m wisselslag (m)  | 8e        | serie 2: 3de in 4.20,24 finale: 8ste in 4.21,15        |

Afghanistan · Albanië · Algerije · Amerikaanse Maagdeneilanden · Amerikaans-Samoa · Andorra · Angola · Antigua‑Barbuda · Argentinië · Armenië · Aruba · Australië · Azerbeidzjan · Bahama's · Bahrein · Bangladesh · Barbados · België · Belize · Benin · Bermuda · Bhutan · Bolivia · Bosnië en Herzegovina · Botswana · Brazilië · Britse Maagdeneilanden · Brunei · Bulgarije · Burkina Faso · Burundi · Cambodja · Canada · Centraal-Afrikaanse Republiek · Chili · China · Chinees Taipei · Colombia · Comoren · Congo-Brazzaville · Cookeilanden · Costa Rica · Cuba · Cyprus · Denemarken · Djibouti · Dominica · Dominicaanse Republiek · Duitsland · Ecuador · Egypte · El Salvador · Equatoriaal-Guinea · Estland · Ethiopië · Fiji · Filipijnen · Finland · Frankrijk · Gabon · Gambia · Georgië · Ghana · Grenada · Griekenland · Groot-Brittannië · Guam · Guatemala · Guinee · Guinee-Bissau · Guyana · Haïti · Honduras · Hongarije · Hongkong · Ierland · IJsland · India · Indonesië · Irak · Iran · Israël · Italië · Ivoorkust · Jamaica · Japan · Jemen · Joegoslavië · Jordanië · Kaaimaneilanden · Kaapverdië · Kameroen · Kazachstan · Kenia · Kirgizië · Koeweit · Kroatië · Laos · Lesotho · Letland · Libanon · Liberia · Libië · Liechtenstein · Litouwen · Luxemburg ·  Macedonië · Madagaskar · Malawi · Malediven · Maleisië · Mali · Malta · Marokko · Mauritanië · Mauritius · Mexico · Moldavië · Monaco · Mongolië · Mozambique · Myanmar · Namibië · Nauru · Nederland · Nederlandse Antillen · Nepal · Nicaragua · Nieuw-Zeeland · Niger · Nigeria · Noord-Korea · Noorwegen · Oeganda · Oekraïne · Oezbekistan · Oman · Oostenrijk · Pakistan · Palestina · Panama · Papoea-Nieuw-Guinea · Paraguay · Peru · Polen · Portugal · Puerto Rico · Qatar · Roemenië · Rusland · Rwanda · Saint Kitts en Nevis · Saint Lucia · Saint Vincent en Grenadines · Salomonseilanden · Samoa · San Marino · Sao Tomé en Principe · Saoedi-Arabië · Senegal · Seychellen · Sierra Leone · Singapore · Slovenië · Slowakije · Soedan · Somalië · Spanje · Sri Lanka · Suriname · Swaziland · Syrië · Tadzjikistan · Tanzania · Thailand · Togo · Tonga · Trinidad en Tobago · Tsjaad · Tsjechië · Tunesië · Turkije · Turkmenistan · Uruguay · Vanuatu · Venezuela · Verenigde Arabische Emiraten · Verenigde Staten · Vietnam · Wit-Rusland · Zaïre · Zambia · Zimbabwe · Zuid-Afrika · Zuid-Korea · Zweden · Zwitserland